# Bundestagsausschüsse des 7. Deutschen Bundestages
Im Folgenden sind die ständigen Bundestagsausschüsse des 7. Deutschen Bundestages (1972–1976) aufgeführt:
| Ausschuss | Vorsitz                                                                     | Fraktion | Stellvertreter                                               | Fraktion  | Mitglieder |
| --- | --------------------------------------------------------------------------- | -------- | ------------------------------------------------------------ | --------- | ---------- |
| Ausschuss für Wahlprüfung, Immunität und Geschäftsordnung                                                                             | Hans de With ab 6. Juni 1974: Gerhard Jahn ab 14. Mai 1975: Manfred Schulte | (SPD)    | Anton Stark                                                  | (CDU/CSU) | 17         |
| Petitionsausschuss | Lieselotte Berger                                                           | CDU/CSU  | Karl-Heinz Hansen                                            | SPD       | 27         |
| Auswärtiger Ausschuss | Gerhard Schröder                                                            | CDU/CSU  | Kurt Mattick                                                 | SPD       | 33         |
| Innenausschuss | Friedrich Schäfer                                                           | SPD      | Ulrich Berger                                                | CDU/CSU   | 27         |
| Sportausschuss | Hans Evers                                                                  | CDU/CSU  | Wolfgang Mischnick                                           | FDP       | 17         |
| Rechtsausschuss | Carl Otto Lenz                                                              | CDU/CSU  | Günther Metzger ab 7. November 1973: Fritz-Joachim Gnädinger | SPD       | 27         |
| Finanzausschuss | Liselotte Funcke                                                            | FDP      | Rainer Offergeld ab 20. Januar 1975: Antje Huber             | SPD       | 33         |
| Haushaltsausschuss | Albert Leicht                                                               | CDU/CSU  | Karl Haehser ab 24. April 1974: Andreas von Bülow            | SPD       | 33         |
| Ausschuss für Wirtschaft | Karl-Heinz Narjes                                                           | CDU/CSU  | Herbert Ehrenberg                                            | SPD       | 27         |
| Ausschuss für Ernährung, Landwirtschaft und Forsten                                                                                   | R. Martin Schmidt                                                           | SPD      | Karl Bewerunge                                               | CDU/CSU   | 27         |
| Ausschuss für Arbeit und Sozialordnung                                                                                                | Ernst Schellenberg                                                          | SPD      | Adolf Müller                                                 | CDU/CSU   | 27         |
| Verteidigungsausschuss | Hermann Schmidt ab 9. April 1975: Werner Buchstaller                        | SPD      | Manfred Wörner                                               | CDU/CSU   | 27         |
| Ausschuss für Jugend, Familie und Gesundheit                                                                                          | Rudolf Hauck                                                                | SPD      | Botho Prinz zu Sayn-Wittgenstein-Hohenstein                  | CDU/CSU   | 27         |
| Ausschuss für Verkehr und für das Post- und Fernmeldewesen ab 18. Juni 1974: Ausschuss für Verkehr                                    | Holger Börner                                                               | SPD      | Karl Heinz Lemmrich                                          | CDU/CSU   | 27 bzw. 33 |
| Ausschuss für Raumordnung, Bauwesen und Städtebau                                                                                     | Oscar Schneider                                                             | CDU/CSU  | Rolf Schwedler                                               | SPD       | 27         |
| Ausschuss für innerdeutsche Beziehungen                                                                                               | Gerhard Reddemann ab 19. September 1973: Olaf Baron von Wrangel             | CDU/CSU  | Egon Höhmann                                                 | SPD       | 19         |
| Ausschuss für Forschung und Technologie ab 18. Juni 1974: Ausschuss für Forschung und Technologie und für das Post und Fernmeldewesen | Ulrich Lohmar                                                               | SPD      | Karl Weber ab 9. Oktober 1974: Gerhard O. Pfeffermann        | CDU/CSU   | 19 bzw. 17 |
| Ausschuss für Bildung und Wissenschaft                                                                                                | Albert Probst                                                               | CDU/CSU  | Rolf Meinecke                                                | SPD       | 27         |
| Ausschuss für wirtschaftliche Zusammenarbeit                                                                                          | Alwin Brück ab 6. Juni 1974: Uwe Holtz                                      | SPD      | Erika Wolf                                                   | CDU/CSU   | 19         |